# Cosmocampus investigatoris
Cosmocampus investigatoris är en fiskart som först beskrevs av Sunder Lal Hora 1926. Cosmocampus investigatoris ingår i släktet Cosmocampus och familjen kantnålsfiskar. Inga underarter finns listade i Catalogue of Life.